# Alexander Schweitzer
Alexander Schweitzer (Landau in der Pfalz, 1973. szeptember 17. –) német politikus, 2013-tól a Rajna-vidék-Pfalz miniszterelnöke.

## Életpályája
Apja belvízi hajós volt. Schweitzer az első hat évét szüleivel és húgával uszályon töltötte Karlsruhe és Rotterdam között. Bad Bergzabernben tett érettségi vizsga után 1993-tól jogot tanult a Mainzi Egyetemen.
1989-ben csatlakozott az SPD-hez. 2002-ben a három elnökhelyettes egyikévé választották. 2006 júniusától 2009 júliusáig a Rajna-vidék-Pfalz tartomány parlamentjének tagja volt, és 2013 óta ismét az.
2013. január 16. és 2014. november 12. között szociális miniszter Malu Dreyer első kabinetjében. 2014 és 2021 között az SPD frakcióvezetője volt a Rajna-vidék-Pfalz tartomány parlamentjében.

## Fordítás
- Ez a szócikk részben vagy egészben  az   Alexander Schweitzer (Politiker) című német Wikipédia-szócikk fordításán alapul.  Az eredeti cikk szerkesztőit annak laptörténete sorolja fel. Ez a jelzés csupán a megfogalmazás eredetét és a szerzői jogokat jelzi, nem szolgál a cikkben szereplő információk forrásmegjelöléseként.